# Diócesis suburbicaria de Albano
La diócesis suburbicaria de Albano, sede suburbicaria de Albano o diócesis de Albano (en latín: Dioecesis Albanensis y en italiano: Diocesi suburbicaria di Albano) es una circunscripción eclesiástica de la Iglesia católica en Italia. Se trata de una sede suburbicaria latina, sufragánea de la diócesis de Roma. Desde 1966 cuenta con un obispo titular y un obispo diocesano. Desde el 11 de junio de 2021 el  obispo diocesano es Vincenzo Viva. El cardenal Robert Prevost fue obispo titular desde el 6 de febrero de 2025 hasta el 8 de mayo de ese mismo año, cuando fue elegido papa con el nombre de León XIV.
El actual obispo titular es el cardenal Luis Antonio Tagle, nombrado por el propio León XIV el día 24 de mayo de 2025.

## Territorio y organización

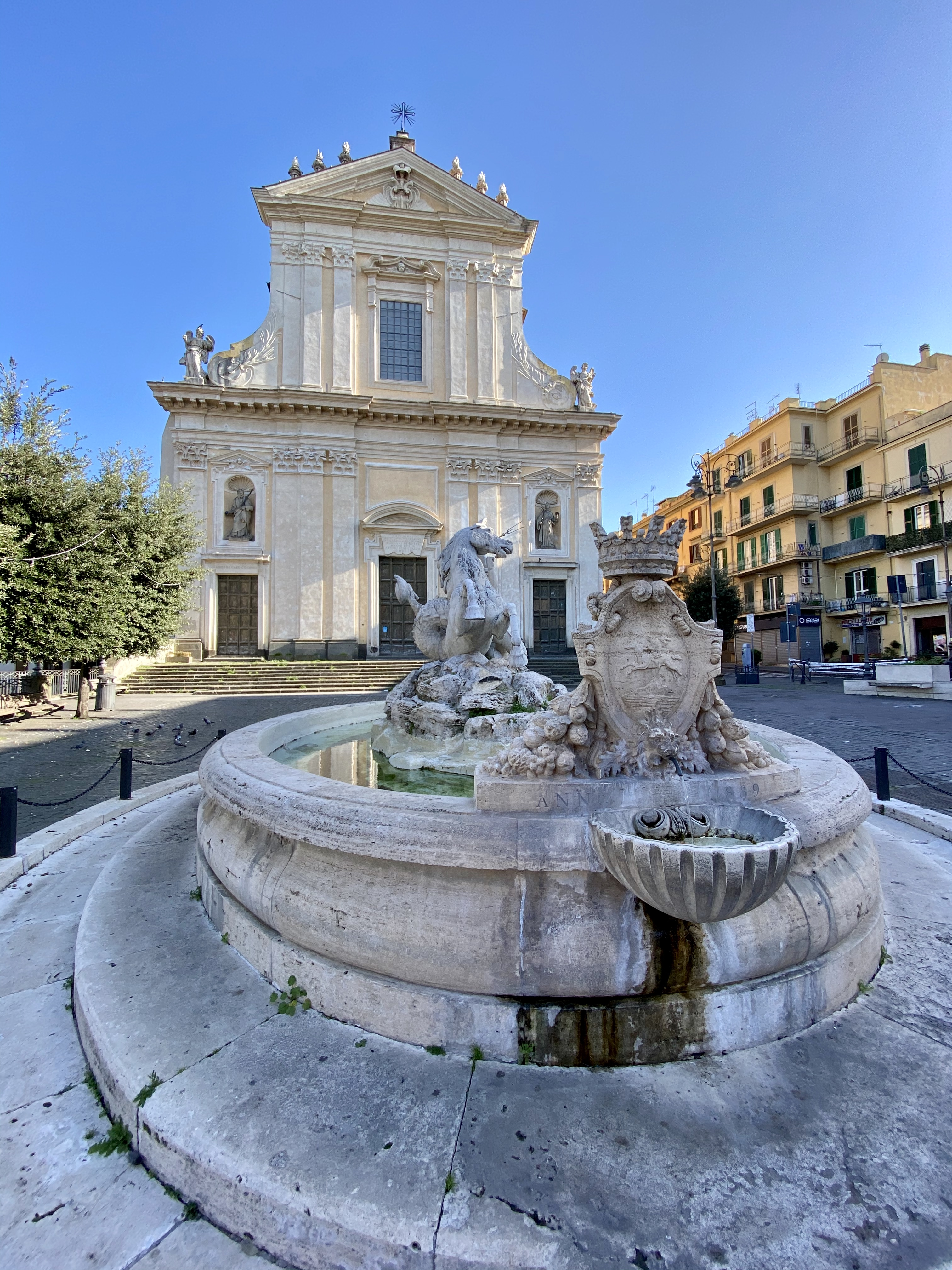
Basílica colegiata de San Bernabé Apóstol, en Marino

La diócesis tiene 661 km² y extiende su jurisdicción sobre los fieles católicos de rito latino residentes en parte de la región del Lacio comprendiendo las comunas de Albano Laziale, Anzio, Ardea, Ariccia, Ciampino, Castel Gandolfo, Genzano di Roma (excepto la fracción de Landi que pertenece a la diócesis suburbicaria de Velletri-Segni), Lanuvio, Marino, Nemi, Nettuno y Pomezia en la ciudad metropolitana de Roma Capital; la de Aprilia en la provincia de Latina; y Santa Palomba, zona urbanística del Municipio Roma IX de la capital. La sede suburbicaria de Albano, a sudoeste de Roma, confina al norte con la diócesis de Roma y con la diócesis suburbicaria de Frascati, y al este con la de Velletri-Segni y con la diócesis de Latina-Terracina-Sezze-Priverno, y al oeste con el mar Tirreno.

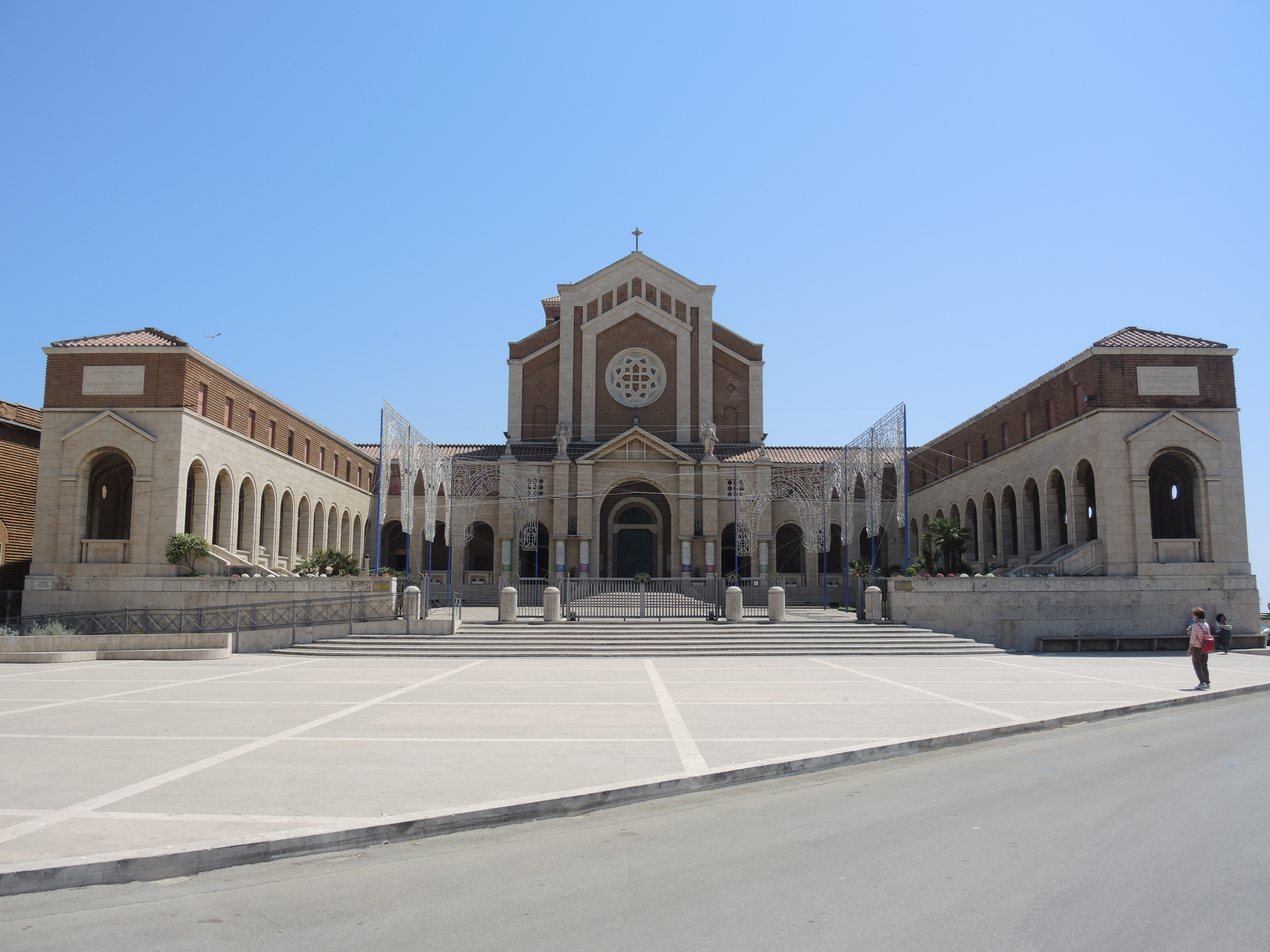
Basílica santuario de Nuestra Señora de la Gracia y de Santa María Goretti, en Nettuno

La sede de la diócesis se encuentra en la ciudad de Albano Laziale, en donde se halla la Catedral basílica de San Pancracio. Además de la catedral, la diócesis comprende otras tres basílicas menores: la basílica colegiata de San Bernabé Apóstol, en Marino; la basílica santuario de Nuestra Señora de la Gracia y de Santa María Goretti, en Nettuno; y la basílica de Santa Teresa del Niño Jesús, en Anzio. El territorio diocesano comprende la localidad de Castel Gandolfo, donde se ubica el complejo de las "Villas Pontificias", que, tras los Pactos de Letrán de 1929 goza de la prerrogativa de extraterritorialidad.

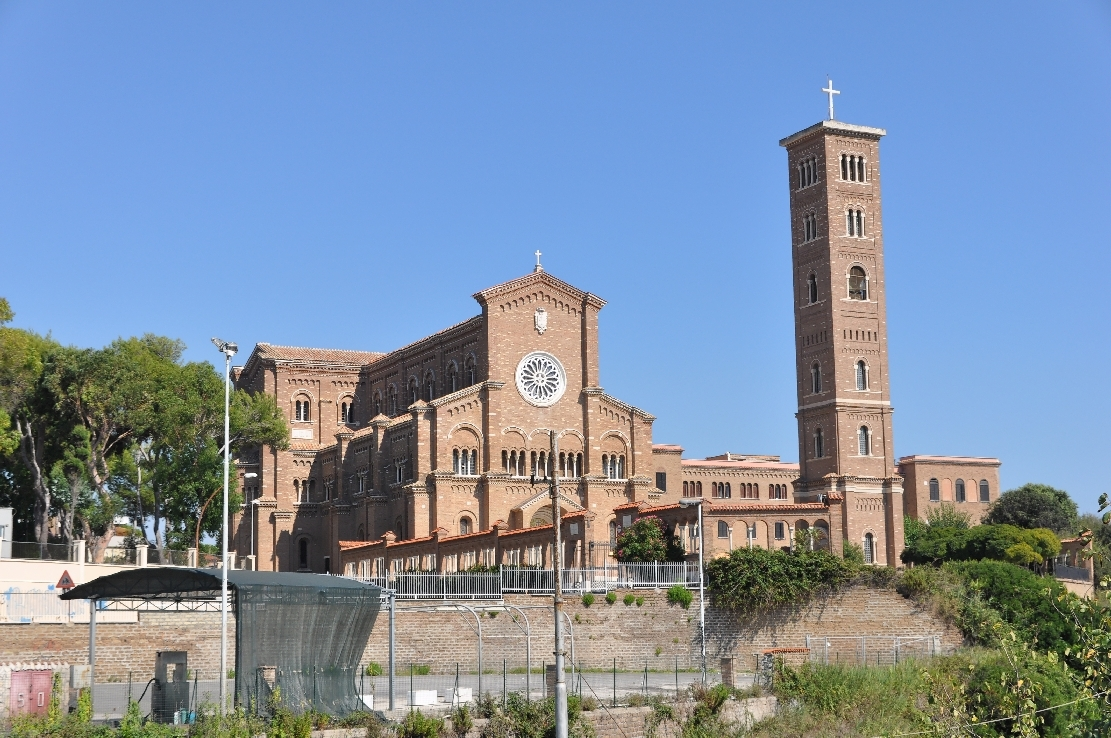
Basílica de Santa Teresa del Niño Jesús, en Anzio

Existen otros santuarios diocesanos: Santa Maria della Rotonda y San Gaspare del Bufalo en Albano, Santa Maria del Galloro en Ariccia, Santa Maria della Cima en Genzano, la Madonna delle Grazie en Lanuvio, la Madonna dell' Acqua Santa en Marino y el Santo Crucifijo en Nemi.
En 2022 en la diócesis existían 77 parroquias agrupadas en 8 vicarías: Albano, Ciampino, Marino, Ariccia, Aprilia, Pomezia, Anzio y Nettuno.

## Historia
Según el Liber Pontificalis, en la biografía del papa Silvestre I (314-335), el emperador Constantino I (306-337) hizo construir en Albanum una basílica dedicada a san Juan Bautista Fecit Constantinus Augustus basilicam in civitatem Albanense sancti Iohannis Baptistae. El propio Liber Pontificalis informa que el emperador dotó a la basílica de numerosos muebles litúrgicos y de un importante patrimonio territorial. Se trata de una de las referencias documentales más antiguas sobre la presencia del cristianismo en el territorio albanés. Otro texto, la Depositio martyrum, señala que en Albano, en una época anterior al 354, eran venerados los mártires Secondo, Carpoforo, Vittorino y Severiano. Una referencia arqueológica significativa en la zona son las catacumbas de San Senatore, que fueron el principal cementerio de la comunidad cristiana local, en uso desde al menos el siglo IV. Para subrayar aún más la importancia de la comunidad cristiana albanesa, está la información recogida por el Liber Pontificalis, según la cual el papa Inocencio I, elegido en 401, era originario de Albano.
La diócesis de Albano está documentada por primera vez con el obispo Ursino, cuyo nombre aparece en un epitafio fragmentario descubierto en las Catacumbas de Domitila en Roma, en el que se conmemora a un sacerdote y su hija, depuestos en 396 o 402. Los otros obispos de la antigüedad, Romano, Atanasio y Crisógono, son conocidos por su participación en los sínodos convocados en Roma por los papas Hilario (465), Félix III (487), Gelasio I (495) y Símaco (501 y 502). En la época de Gregorio Magno está documentado el obispo Omobono, que fue consagrado obispo por el mismo pontífice en el año 592 y que participó en el concilio del 595. En este período Albano absorbió el territorio de la suprimida diócesis de Anzio.
Los demás obispos del primer milenio también son conocidos principalmente por su presencia en los concilios celebrados en Roma por los pontífices. Entre ellos cabe mencionar en particular a Eustracio, que participó en la consagración del antipapa Constantino II en 767 y que en 773 fue enviado por el papa Adriano I como embajador ante el rey lombardo Desiderio; Benedicto, hermano del papa Sergio II, que usurpó la sede albanesa del 844 al 847, y a quien el Liber Pontificalis «retrata como un hombre analfabeto, libidinoso, impulsado por la ambición y la sed de riquezas para conquistar el poder personal en la ciudad»; Giovanni, que vivió entre finales del siglo X y los primeros años del siguiente, que fue bibliotecario de la Santa Sede bajo los pontificados de Juan XV, Gregorio V y Silvestre II.
El siglo XI se abre con el obispo Pedro, llamado Bucca porca (Os porci), que después de cinco años de episcopado, fue elegido papa el 31 de julio de 1009 con el nombre de Sergio IV. Otro cardenal de Albano, Nicolás Breakspear, se convirtió en papa en 1154 con el nombre de Adriano IV. En cambio, tres obispos ascendieron al trono papal desde otras sedes episcopales, después de haber gobernado la de Albano durante algunos años: son Rodrigo Borgia (1471-1476), el papa Alejandro VI desde 1492; Giovan Pietro Carafa (1544-1546), papa Paulo IV desde 1555; y Giovanni Alessandro de' Medici (1600-1602), papa León XI desde 1605. Entre los siglos XI y XIII algunos obispos de Albano marcaron el rumbo de la diócesis con la santidad de sus vidas: san Pedro Igneo, documentado como obispo de Albano del 1072 al 1089; el beato Mateo, que fue obispo de 1126 a 1135; el beato Enrique de Marsiac, fallecido en 1188; y san Buenaventura de Bagnoregio, médico seráfico, que fue cardenal de Albano de 1273 a 1274.
La residencia oficial de los obispos de Albano durante todo el período medieval estuvo en la basílica de San Clemente de Letrán en Roma, y las visitas pastorales a la diócesis fueron muy pocas. De hecho, la mayoría de las localidades incluidas en la diócesis estaban muy deterioradas; Incluso Albano, que fue reducida a oppidulo en el siglo VI, se fue despoblando poco a poco tras los consiguientes asedios, destrucciones y saqueos: en 1118 por parte de la familia Pierleoni, ya que el papa Pascual II había encontrado refugio en Albano; en 1167 por los ciudadanos romanos a pesar del apoyo dado por los albaneses al emperador Federico Barbarroja; finalmente en 1436 por el cardenal Giovanni Maria Vitelleschi, enviado del papa Eugenio IV contra los Savelli.
Entre los siglos VIII y XI, la Iglesia controló vastas propiedades en las colinas Albanas y en el Ager Romanus: estas, organizadas en Patrimonia subdividida a su vez en Massae, eran administradas por diáconos independientes del obispo local y sujetos directamente a la Santa Sede. Los fondos eclesiásticos se pueden encontrar a lo largo de la vía Apia entre Roma y Frattocchie (Patrimonium Appiae), entre Marino y Grottaferrata (Massa Marulis), cerca de Albano Laziale (Massa Sulpiciana), en la vía Ardeatina y cerca de Nettuno. En un período posterior, sin embargo, numerosos feudos fueron confiados a institutos religiosos romanos: es el caso de Genzano di Roma, confiado a los monjes de la abadía de Tre Fontane, de Lanuvio, confiado a los religiosos benedictinos, y de Ardea, concedido a los monjes de la basílica de San Pablo Extramuros. Albano Laziale, sin embargo, fue confiado varias veces, según los documentos, al propio obispo: el 24 de julio de 1217 el papa Honorio III concedió el dominio temporal del feudo de Albano a sus obispos de Ferentino. El papa Nicolás III también confirmó el dominio sobre Albano el 4 de mayo de 1278 y los privilegios relacionados para sus obispos. Sin embargo, el dominio del obispo sobre Albano no dejó huellas significativas, ya que fue inmediatamente suplantado por el de los poderosos señores Savelli.
A partir de mediados del siglo XVI los cardenales-obispos albaneses trabajaron para implementar en la diócesis los decretos de reforma aprobados por el Concilio de Trento. En 1574, 1581 y 1583 se realizaron las primeras visitas pastorales a la diócesis; en 1590 el cardenal Gabriele Paleotti celebró el primer sínodo diocesano; en 1594 se reconstituyó el capítulo de canónigos de la catedral. En 1628 se estableció el seminario diocesano, que permaneció activo hasta 1921; en 1949 fue reabierto con el nombre de «Pontificio Seminario Interdiocesano Pío XII».
Entre 1727 y 1729 el papa Benedicto XIII permaneció varias veces en Albano en el palacio del cardenal Niccolò Maria Lercari, quien en su testamento donó el palacio a la diócesis albanesa como residencia de los obispos.
Durante la ocupación francesa entre los siglos XVIII y XIX, muchos sacerdotes se negaron a prestar juramento de lealtad al gobierno francés y fueron deportados. Un cardenal originario de Albano, Michele Di Pietro, se convirtió en administrador de Roma durante el encarcelamiento del papa Pío VI y luego del papa Pío VII. Después del período napoleónico, fue cardenal obispo de Albano de 1816 a 1820.
En 1902 se produjo el martirio de María Goretti, patrona secundaria de la diócesis.
Tras la recuperación de la campiña pontina, surgieron de la nada nuevos centros, como Pomezia y Aprilia. La fuerte inmigración después de la Segunda Guerra Mundial provocó un notable aumento de la población diocesana, lo que impuso nuevos retos pastorales y una nueva reorganización territorial de la diócesis albanesa.
El 5 de mayo de 1952, con la carta apostólica Omnium studiis, el papa Pío XII proclamó a Santa María Goretti patrona principal de las diócesis junto con San Pancracio.
Con la reforma de las sedes suburbicarias deseada por el papa Juan XXIII en 1962 con el motu proprio Suburbicariis sedibus, los cardenales se quedaron únicamente con el título de sede suburbicaria, mientras que el gobierno pastoral de la diócesis fue confiado a un obispo residencial pleno iure. Para Albano la serie de obispos residenciales comenzó en 1966, cuando el cardenal Giuseppe Pizzardo renunció al gobierno pastoral de la diócesis que estaba confiado a Raffaele Macario, ya obispo auxiliar de Albano desde 1948.
En 1991 se redefinieron las fronteras con la diócesis de Latina-Terracina-Sezze-Priverno, de la que la diócesis de Albano adquirió una parroquia en el municipio de Aprilia, cediendo cuatro pertenecientes al municipio de Latina.
El último sínodo diocesano se celebró entre 1990 y 1996, durante el episcopado de Dante Bernini, quien, entre las diversas resoluciones, tomó la decisión de abrir una misión diocesana en la parroquia de Masuba en la diócesis de Makeni en Sierra Leona.
En 2003 por acto del obispo Agostino Vallini, se creó el archivo histórico diocesano, compuesto por diversos fondos. Durante el episcopado de Marcello Semeraro se inauguraron en las salas del palacio episcopal el museo diocesano y la biblioteca "San Buenaventura".

## Estadísticas
Según el Anuario Pontificio 2023 la diócesis tenía a fines de 2022 un total de 490 000 fieles bautizados.
| Año                                                                             | Población            | Población | Población      | Sacerdotes | Sacerdotes    | Sacerdotes    | Bautizados por sacerdote | Diáconos permanentes | Religiosos | Religiosos | Parroquias |
| Año                                                                             | Bautizados católicos | Total     | % de católicos | Total      | Clero secular | Clero regular | Bautizados por sacerdote | Diáconos permanentes | Varones    | Mujeres    | Parroquias |
| ------------------------------------------------------------------------------- | -------------------- | --------- | -------------- | ---------- | ------------- | ------------- | ------------------------ | -------------------- | ---------- | ---------- | ---------- |
| 1950                                                                            | 84 500               | 85 000    | 99.4           | 93         | 33            | 60            | 908                      |                      | 80         | 590        | 19         |
| 1959                                                                            | ?                    | 120 000   | ?              | 185        | 37            | 148           | ?                        |                      | 33         | 730        | 30         |
| 1968                                                                            | 181 400              | 181 489   | 100.0          | 236        | 63            | 173           | 768                      |                      | 75         | 1115       | 51         |
| 1980                                                                            | 293 609              | 294 401   | 99.7           | 272        | 82            | 190           | 1079                     | 2                    | 251        | 1182       | 55         |
| 1990                                                                            | 357 630              | 359 526   | 99.5           | 267        | 89            | 178           | 1339                     | 8                    | 272        | 1111       | 66         |
| 2000                                                                            | 368 000              | 375 000   | 98.1           | 161        | 114           | 47            | 2285                     | 45                   | 85         | 1047       | 78         |
| 2001                                                                            | 368 500              | 374 000   | 98.5           | 161        | 114           | 47            | 2288                     | 45                   | 65         | 1143       | 78         |
| 2002                                                                            | 398 500              | 405 000   | 98.4           | 149        | 101           | 48            | 2674                     | 45                   | 66         | 1117       | 78         |
| 2003                                                                            | 412 420              | 431 900   | 95.5           | 150        | 96            | 54            | 2749                     | 45                   | 75         | 1088       | 77         |
| 2004                                                                            | 390 100              | 409 520   | 95.3           | 147        | 100           | 47            | 2653                     | 43                   | 57         | 1088       | 78         |
| 2006                                                                            | 412 420              | 461 000   | 89.5           | 192        | 93            | 99            | 2148                     | 40                   | 143        | 1257       | 78         |
| 2012                                                                            | 470 300              | 505 500   | 93.0           | 184        | 104           | 80            | 2555                     | 43                   | 146        | 1110       | 77         |
| 2015                                                                            | 490 000              | 507 000   | 96.6           | 240        | 115           | 125           | 2041                     | 42                   | 212        | 928        | 77         |
| 2018                                                                            | 493 870              | 510 950   | 96.7           | 200        | 120           | 80            | 2469                     | 41                   | 123        | 833        | 77         |
| 2020                                                                            | 490 000              | 507 000   | 96.6           | 228        | 113           | 115           | 2149                     | 39                   | 178        | 770        | 77         |
| 2022                                                                            | 490 000              | 507 000   | 96.6           | 177        | 131           | 46            | 2768                     | 39                   | 93         | 733        | 77         |
| Fuente: Catholic-Hierarchy, que a su vez toma los datos del Anuario Pontificio. |                      |           |                |            |               |               |                          |                      |            |            |            |

Hay numerosas comunidades religiosas presentes en la diócesis. Entre los institutos masculinos se encuentran los carmelitas, los carmelitas descalzos, los Orden de los somascos, los jesuitas, los pasionistas, los mercedarios, los bufalinos, los Fatebenefratelli, los salesianos y los trapenses. Entre las congregaciones religiosas femeninas están a las Siervas de la Caridad, las Clarisas, las Hijas de la Caridad de San Vicente de Paúl, las Hijas de la Caridad de la Preciosa Sangre, las Hijas de María Auxiliadora, las Calasanzianas, las Pías Maestras Filippinas, los misioneros de San Pedro Claver .

## Episcopologio

### Obispos y cardenales obispos de Albano
- Ursino † (mencionado en 396 o 402)[8]
- Romano † (mencionado en 465)[20]
- Atanasio † (mencionado en 487)[21]
- Crisogono † (antes de 495?-después de 502)[22]
- Omobono † (592-después de 595)[9]
- Epifanio † (mencionado en 649)
- Giovenale † (antes de 679-682 falleció)[nota 1]
- Andrea † (antes de 721-después de 732)[nota 2]
- Gregorio I (Senatore o Tiberio/Tiburtino) † (mencionado en 743)[nota 3]
- Leone † (mencionado en 761)[23]
- Eustrazio † (antes de 767-después de 769)[nota 4]
- Costanzo? † (mencionado en 772)[nota 5]
- Benedetto † (mencionado en 826)[nota 6]
- Giovanni? † (mencionado en 828)[nota 7]
  - Benedetto † (844-847) (usurpador)[10]
- Petronazio (Petronacius) † (antes de 853-circa 867 falleció)[nota 8]
- Paolo † (mencionado en 869)[24]
- Pietro † (mencionado en 898)[nota 9]
- Gregorio II † (antes de 963-después de 985)[nota 10]
- Giovanni † (antes de 994-después de 1001 falleció)[nota 11]
- Pietro Bucca porca, O.S.B. † (1004-31 de julio de 1009 electo papa con el nombre de Sergio IV)[25]
- Teobaldo † (antes de 1015-después de 1044)
- Bonifacio dei Conti di Tuscolo † (antes de 1054-después de mayo de 1070)[nota 12]
- San Pietro Igneo, O.S.B.Vall. † (antes de octubre de 1072-después de septiembre de 1089 falleció)[26]
- Oddone (o Othon, o Otto, o Eudes) † (1090-circa 1096 falleció)
  - Teodorico † (antes de 1098-8 de septiembre de 1100 electo antipapa con el nombre de Teodorico) (pseudocardenal)[27]
- Gualtiero I † (1091-1101 falleció)
  - Tiderico? † (circa 1099-?) (pseudocardenal)
- Riccardo, O.S.B. † (1101-circa 1114 falleció)
- Anastasio † (1114-circa 1115 falleció)
- Leone † (1115-1115 falleció)
- Vitale (Oldo Medi) † (1115-1126 falleció)
- Beato Mathieu, O.Cist. † (octubre de 1126-25 de diciembre de 1135 falleció)[28]
- Ugo † (1135-enero de 1136 falleció)
- Alberto † (enero de 1136-1142 falleció)
- Pietro Papareschi † (1142-1146 falleció)
- Nicholas Breakspear, C.R.S.A. † (circa 1150-4 de diciembre de 1154 electo papa con el nombre de Adriano IV)[29]
- Gualtiero II † (febrero de 1159-1178 o 1179 falleció)
  - Calixto III|János Struma (Giovanni di Struma) † (antes de abril de 1164-20 de noviembre de 1168 electo antipapa con el nombre de Calixto III) (pseudocardenal)[30]
- Beato Henri de Marsiac, O.Cist. † (14 de marzo de 1179-1 de enero de 1189 falleció)[31]
- Albino da Milano, C.R.S.A. † (mayo/junio de 1189-después de julio de 1196 falleció)[32]
- Giovanni † (abril de 1199-después de agosto de 1210 falleció)
- Gerardo da Sessa, O.Cist. † (9 de mayo de 1211[33]-después del 22 de abril de 1212 falleció)
- Paio Galvão, O.S.B. † (1213-octubre de 1232 o 29 de enero de 1240 falleció)
- Pietro da Collemezzo † (28 de mayo de 1244-25 de mayo de 1253 falleció)
- Raoul de Grosparmy † (17 de diciembre de 1261-10 de agosto de 1270 falleció)
- San Bonaventura da Bagnoregio, O.Min. † (3 de junio de 1273-15 de julio de 1274 falleció)
- Bentivegna Bentivegni, O.Min. † (12 de marzo de 1278-25 de marzo de 1289 falleció)
- Bérard de Got † (18 de septiembre de 1294-27 de junio de 1297 falleció)
- Gonzalo García Gudiel † (4 de diciembre de 1298-diciembre de 1299 falleció)
- Leonardo Patrasso † (2 de marzo de 1300-7 de diciembre de 1311 falleció)
- Arnaud d'Aux † (23 de diciembre de 1312-14 de agosto de 1320 falleció)
- Vital du Four, O.Min. † (junio de 1321-16 de agosto de 1327 falleció)
- Gauscelin de Jean † (18 de diciembre de 1327-3 de agosto de 1348 falleció)
- Hélie de Talleyrand-Périgord † (4 de noviembre de 1348-17 de enero de 1364 falleció)
- Pierre Itier † (4 de febrero de 1364-20 de mayo de 1367 falleció)
- Anglic de Grimoard, C.R.S.A. † (17 de septiembre de 1367-13 de abril de 1388 falleció)
- Niccolò Brancaccio † (circa 1390-29 de junio de 1412 falleció)
- Giordano Orsini † (23 de septiembre de 1412-14 de marzo de 1431 nombrado cardenal obispo de Sabina)
- Pierre de Foix, O.F.M. † (14 de marzo de 1431-13 de diciembre de 1464 falleció)
- Ludovico Trevisan † (8 de enero de 1465-22 de marzo de 1465 falleció)
- Latino Orsini † (7 de junio de 1465-14 de octubre de 1468 nombrado cardenal obispo de Frascati)
- Filippo Calandrini † (14 de octubre de 1468-30 de agosto de 1471 nombrado cardenal obispo de Porto y Santa Rufina)
- Rodrigo Borgia † (30 de agosto de 1471-24 de julio de 1476 nombrado cardenal obispo de Porto y Santa Rufina, luego electo papa con el nombre de Alejandro VI)
- Oliviero Carafa † (24 de julio de 1476-31 de enero de 1483 nombrado cardenal obispo de Sabina)
- Jean de la Balue † (31 de enero de 1483-14 de marzo de 1491 nombrado cardenal obispo de Palestrina)
- Giovanni Michiel † (14 de marzo de 1491-10 de octubre de 1491 nombrado cardenal obispo de Palestrina)
- Jorge da Costa † (10 de octubre de 1491-14 de mayo de 1501 nombrado cardenal obispo de Frascati)
- Lorenzo Cybo de Mari † (14 de mayo de 1501-29 de noviembre de 1503 nombrado cardenal obispo de Palestrina)
- Raffaele Sansoni Galeotti Riario † (29 de noviembre de 1503-3 de agosto de 1507 nombrado cardenal obispo de Sabina)
- Bernardino López de Carvajal y Sande † (3 de agosto de 1507-17 de septiembre de 1507 nombrado cardenal obispo de Frascati)
- Guillaume Briçonnet † (17 de septiembre de 1507-22 de septiembre de 1508 nombrado cardenal obispo de Frascati)
- Domenico Grimani † (22 de septiembre de 1508-3 de junio de 1509 nombrado cardenal obispo de Frascati)
- Philippe de Luxembourg † (3 de junio de 1509-20 de enero de 1511 nombrado cardenal obispo de Frascati)
- Jaime Serra Borja † (20 de enero de 1511-15 de marzo de 1517 falleció)
- Francisco de Remolins † (16 de marzo de 1517-5 de febrero de 1518 falleció)
- Niccolò Fieschi † (5 de febrero de 1518-24 de julio de 1521 nombrado cardenal obispo de Sabina)
- Antonio Maria Ciocchi del Monte † (24 de julio de 1521-9 de diciembre de 1523 nombrado cardenal obispo de Frascati)
- Pietro Accolti † (8 de diciembre de 1523-20 de mayo de 1524 nombrado cardenal obispo de Palestrina)
- Marco Corner † (20 de mayo de 1524-15 de junio de 1524 nombrado cardenal obispo de Palestrina)
- Lorenzo Pucci † (15 de junio de 1524-24 de julio de 1524 nombrado cardenal obispo de Palestrina)
- Giovanni Piccolomini † (24 de julio de 1524-22 de septiembre de 1531 nombrado cardenal obispo de Palestrina)
- Giovanni Domenico de Cupis † (22 de septiembre de 1531-16 de diciembre de 1532 nombrado cardenal obispo de Sabina)
- Andrea della Valle † (21 de abril de 1533-12 de diciembre de 1533 nombrado cardenal obispo de Palestrina)
- Bonifacio Ferrero † (12 de diciembre de 1533-5 de septiembre de 1534 nombrado cardenal obispo de Palestrina)
- Lorenzo Campeggi † (5 de septiembre de 1534-26 de febrero de 1535 nombrado cardenal obispo de Palestrina)
- Matthäus Lang von Wellenburg † (26 de febrero de 1535-30 de marzo de 1540 falleció)
- Alessandro Cesarini † (31 de mayo de 1540-14 de noviembre de 1541 nombrado cardenal obispo de Palestrina)
- Francesco Cornaro † (14 de noviembre de 1541-15 de febrero de 1542 nombrado cardenal obispo de Palestrina)
- Antonio Pucci † (15 de febrero de 1542-8 de enero de 1543 nombrado cardenal obispo de Sabina)
- Giovanni Salviati † (8 de enero de 1543-17 de octubre de 1544 nombrado cardenal obispo de Sabina)
- Gian Pietro Carafa † (17 de octubre de 1544-8 de octubre de 1546 nombrado cardenal obispo de Sabina luego electo papa con el nombre de Paulo IV)
- Ennio Filonardi † (8 de octubre de 1546-19 de diciembre de 1549 falleció)
- Jean du Bellay † (28 de febrero de 1550-29 de noviembre de 1553 nombrado cardenal obispo de Frascati)
- Rodolfo Pio † (29 de noviembre de 1553-11 de diciembre de 1553 nombrado cardenal obispo de Frascati)
- Juan Álvarez y Alva de Toledo, O.P. † (11 de diciembre de 1553-29 de mayo de 1555 nombrado cardenal obispo de Frascati)
- Francesco Pisani † (29 de mayo de 1555-20 de septiembre de 1557 nombrado cardenal obispo de Frascati)
- Pedro Pacheco de Villena † (20 de septiembre de 1557-5 de marzo de 1560 falleció)
- Giovanni Girolamo Morone † (13 de marzo de 1560-10 de marzo de 1561 nombrado cardenal obispo de Sabina)
- Cristoforo Madruzzo † (14 de abril de 1561-18 de mayo de 1562 nombrado cardenal obispo de Sabina)
- Ottone di Waldburg † (18 de mayo de 1562-12 de abril de 1570 nombrado cardenal obispo de Sabina)
- Giulio della Rovere † (12 de abril de 1570-3 de julio de 1570 nombrado cardenal obispo de Sabina)
- Giovanni Ricci † (3 de julio de 1570-8 de abril de 1573 nombrado cardenal obispo de Sabina)
- Scipione Rebiba † (8 de abril de 1573-5 de mayo de 1574 nombrado cardenal obispo de Sabina)
- Fulvio Giulio della Corgna, O.S.Io.Hieros. † (5 de mayo de 1574-5 de diciembre de 1580 nombrado cardenal obispo de Porto y Santa Rufina)
- Gianfrancesco Gambara † (5 de diciembre de 1580-4 de marzo de 1583 nombrado cardenal obispo de Palestrina)
- Alfonso Gesualdo † (4 de marzo de 1583-2 de diciembre de 1587 nombrado cardenal obispo de Frascati)
- Tolomeo Gallio † (2 de diciembre de 1587-2 de marzo de 1589 nombrado cardenal obispo de Sabina)
- Prospero Santacroce † (2 de marzo de 1589-2 de octubre de 1589 falleció)
- Gabriele Paleotti † (8 de noviembre de 1589-20 de marzo de 1591 nombrado cardenal obispo de Sabina)
- Michele Bonelli, O.P. † (20 de marzo de 1591-28 de marzo de 1598 falleció)
- Girolamo Rusticucci † (30 de marzo de 1598-21 de febrero de 1600 nombrado cardenal obispo de Sabina)
- Girolamo Simoncelli † (21 de febrero de 1600-24 de abril de 1600 nombrado cardenal obispo de Frascati)
- Pedro de Deza Manuel † (23 de abril de 1600-27 de agosto de 1600 falleció)
- Alessandro Ottaviano de' Medici † (30 de agosto de 1600-17 de junio de 1602 nombrado cardenal obispo de Palestrina luego electo papa con el nombre de León XI)
- Simeone Tagliavia d'Aragonia † (17 de junio de 1602-19 de febrero de 1603 nombrado cardenal obispo de Sabina)
- Domenico Pinelli seniore † (19 de febrero de 1603-16 giugno nominato cardenal obispo de Frascati)
- Girolamo Bernerio, O.P. † (16 de junio de 1603-7 de febrero de 1607 nombrado cardenal obispo de Porto y Santa Rufina)
- Antonmaria Sauli † (7 de febrero de 1607-17 de agosto de 1611 nombrado cardenal obispo de Sabina)
- Paolo Emilio Sfondrati † (17 de agosto de 1611-14 de febrero de 1618 falleció)
- Francesco Sforza † (5 de marzo de 1618-6 de abril de 1620 nombrado cardenal obispo de Frascati)
- Alessandro Damasceni Peretti † (6 de abril de 1620-2 de junio de 1623 falleció)
- Giovanni Battista Deti † (7 de junio de 1623-2 de marzo de 1626 nombrado cardenal obispo de Frascati)
- Andrea Baroni Peretti Montalto † (2 de marzo de 1626-14 de abril de 1627 nombrado cardenal obispo de Frascati)
- Carlo Emanuele Pio di Savoia † (14 de abril de 1627-15 de julio de 1630 nombrado cardenal obispo de Porto y Santa Rufina)
- Gaspar de Borja y Velasco † (15 de julio de 1630-28 de diciembre de 1645 falleció)
- Bernardino Spada † (19 de febrero de 1646-29 de abril de 1652 nombrado cardenal obispo de Frascati)
- Federico Baldissera Bartolomeo Cornaro † (29 de abril de 1652-5 de junio de 1653 falleció)
- Marzio Ginetti † (9 de junio de 1653-2 de julio de 1663 nombrado cardenal obispo de Sabina)
- Giovanni Battista Maria Pallotta † (2 de julio de 1663-11 de octubre de 1666 nombrado cardenal obispo de Frascati)
- Ulderico Carpegna † (11 de octubre de 1666-18 de marzo de 1671 nombrado cardenal obispo de Frascati)
- Virginio Orsini, O.S.Io.Hieros. † (18 de marzo de 1671-28 de enero de 1675 nombrado cardenal obispo de Frascati)
- Girolamo Grimaldi-Cavalleroni † (28 de enero de 1675-4 de noviembre de 1685 falleció)
- Flavio Chigi seniore † (18 de marzo de 1686-19 de octubre de 1689 nombrado cardenal obispo de Porto y Santa Rufina)
- Emmanuel Théodose de la Tour d'Auvergne de Bouillon † (19 de octubre de 1689-21 de julio de 1698 nombrado cardenal obispo de Porto y Santa Rufina)
- César d'Estrées † (15 de septiembre de 1698-18 de diciembre de 1714 falleció)
- Ferdinando d'Adda † (21 de enero de 1715-29 de enero de 1719 falleció)
- Fabrizio Paolucci † (8 de febrero de 1719-12 de junio de 1724 nombrado cardenal obispo de Porto y Santa Rufina)
- Giacomo Boncompagni † (12 de junio de 1724-24 de marzo de 1731 falleció)
- Lodovico Pico della Mirandola † (9 de abril de 1731-29 de agosto de 1740 nombrado cardenal obispo de Porto y Santa Rufina)
- Pier Luigi Carafa † (16 de septiembre de 1740-15 de noviembre de 1751 nombrado cardenal obispo de Porto y Santa Rufina)
- Giovanni Battista Spinola † (15 de noviembre de 1751-20 de agosto de 1752 falleció)
- Francesco Scipione Maria Borghese † (25 de septiembre de 1752-12 de febrero de 1759 nombrado cardenal obispo de Porto y Santa Rufina)
- Carlo Alberto Guidobono Cavalchini † (12 de febrero de 1759-16 de mayo de 1763 nombrado cardenal obispo de Ostia y Velletri)
- Fabrizio Serbelloni † (16 de mayo de 1763-18 de abril de 1774 nombrado cardenal obispo de Ostia y Velletri)
- François-Joachim de Pierre de Bernis † (18 de abril de 1774-3 de noviembre de 1794 falleció)
- Luigi Valenti Gonzaga † (1795-3 de agosto de 1807 nombrado cardenal obispo de Porto y Santa Rufina)
- Antonio Dugnani † (3 de agosto de 1807-8 de marzo de 1816 nombrado cardenal obispo de Porto y Santa Rufina)
- Michele Di Pietro † (8 de marzo de 1816-29 de mayo de 1820 nombrado cardenal obispo de Porto y Santa Rufina)
- Pietro Francesco Galleffi † (29 de mayo de 1820-5 de julio de 1830 nombrado cardenal obispo de Porto, Santa Rufina y Civitavecchia)
- Gianfrancesco Falzacappa † (5 de julio de 1830-22 de noviembre de 1839 nombrado cardenal obispo de Porto, Santa Rufina y Civitavecchia)
- Giacomo Giustiniani † (22 de noviembre de 1839-24 de febrero de 1843 falleció)
- Pietro Ostini † (13 de abril de 1843-4 de marzo de 1849 falleció)
- Costantino Patrizi Naro † (20 de abril de 1849-17 de diciembre de 1860 nombrado cardenal obispo de Porto y Santa Rufina)
- Lodovico Altieri † (17 de diciembre de 1860-11 de agosto de 1867 falleció)
- Camillo Di Pietro † (20 de septiembre de 1867-12 de marzo de 1877 nombrado cardenal obispo de Porto y Santa Rufina)
- Carlo Luigi Morichini † (12 de marzo de 1877-26 de abril de 1879 falleció)
- Gustav Adolf von Hohenlohe-Schillingsfürst † (12 de mayo de 1879-diciembre de 1883 renunció)
- Raffaele Monaco La Valletta † (24 de marzo de 1884-24 de marzo de 1889 nominato cardenal obispo de Ostia y Velletri)
- Lucido Maria Parocchi † (24 de mayo de 1889-30 de noviembre de 1896 nombrado cardenal obispo de Porto y Santa Rufina)
- Isidoro Verga † (30 de noviembre de 1896-10 de agosto de 1899 falleció)
- Antonio Agliardi † (14 de diciembre de 1899-19 de marzo de 1915 falleció)
- Gennaro Granito Pignatelli di Belmonte † (6 de diciembre de 1915-16 de febrero de 1948 falleció)
- Giuseppe Pizzardo † (21 de junio de 1948-17 de noviembre de 1966 renunció)[nota 13]

### Cardenales obispos con título suburbicario de Albano
- Giuseppe Pizzardo † (17 de noviembre de 1966-1 de agosto de 1970 falleció)
- Gregorio Pedro XV Agagianian † (22 de octubre de 1970-16 de mayo de 1971 falleció)
- Luigi Traglia † (15 de marzo de 1972-22 de noviembre de 1977 falleció)
- Francesco Carpino † (27 de enero de 1978-5 de octubre de 1993 falleció)
- Angelo Sodano † (10 de enero de 1994-27 de mayo de 2022 falleció)
- Robert Francis Prevost, O.S.A. (6 de febrero de 2025- 8 de mayo de 2025 electo Papa con el nombre de León XIV)
- Luis Antonio Tagle (24 de mayo de 2025 - presente)

### Obispos de Albano
- Raffaele Macario † (29 de noviembre de 1966-11 de junio de 1977 retirado)
- Gaetano Bonicelli (11 de junio de 1977-28 de octubre de 1981 nombrado ordinario militar en Italia)
- Dante Bernini † (8 de abril de 1982-13 de noviembre de 1999 retirado)
- Agostino Vallini (13 de noviembre de 1999-27 de mayo de 2004 nombrado prefecto del Tribunal Supremo de la Signatura Apostólica)
- Marcello Semeraro (1 de octubre de 2004-15 de octubre de 2020 nombrado prefecto de la Congregación de las Causas de los Santos)[nota 14]
- Vincenzo Viva, desde el 11 de junio de 2021